# Транстейдж
Транстейдж (на английски: Transtage) е ускорителен блок, използван в конфигурацията на ракетата - носител Титан III. Произведен от Мартин и използван от НАСА в различни модификации на споменатата ракета. Този ускорителен блок не постига голям успех поради високата си себестойност.

## Дизайн
Ускорителен блок Транстейдж е конструиран в края на 1963 г. специално за нуждите на USAF и по-специално за усъвършенстване на спътниковото фоторазузнаване. Проектиран е като ускорителна степен на ракетата-носител Титан III, поради което имат еднакъв диаметър. Блокът притежава два ракетни двигателя Aerojet AJ10 със сумарна тяга около 72 kN. Използвани са същите горива както при първата степен на ракетата Титан - аерозин 50 и диазотен тетраоксид. Горивото се впръсква в двигателите под високо налягане с използване на хелий. Забележителна част от конструкцията представляват горивните резервоари. Те са изработени изцяло от титан, поради което целия ускорителен блок е много лек - сухото му тегло е под два тона. Двигателят Aerojet AJ10-138 е почти същия, както AJ10-137, използван в сервизния модул на Аполо. Той има същата архитектура, но е два пъти по-мощен. Системата за управление на ускорителния блок е инерционна, с два жироскопа за определяне на скоростта и траекторията. Тази система контролира цялата ракета, тъй като първата степен на носителя няма собствена система за управление.

## Спецификация
Ускорителен блок Транстейдж има следните характеристики:

### Размери
- Височина – 4,57 м.
- Диаметър – 3,05 м.
- Сухо тегло – 1880 кг.
- Максимална маса – 12 247 кг.

### Двигатели
- Тип – два Aerojet AJ10-138 с тяга 43,7 kN всеки.
- Сумарна тяга – около 72 kN.
- Време за работа – 440 сек.
- Специфичен импулс – 319 сек.
- Налягане в горивната камера – 7 – 9 атм.
- Диаметър – 0,84 м.
- Маса – 100 кг.
- Гориво – аерозин 50.
- Окислител – диазотен тетраоксид.